# Rukwa
Rukwa (ang. Lake Rukwa) – słone, bezodpływowe, jezioro w Tanzanii. Położone w południowo-zachodniej części kraju w Wielkich Rowach Afrykańskich, pomiędzy jeziorami Tanganika i Niasa.
Powierzchnia: ok. 2600 km² (bardzo zmienna, w porze suchej wysycha)

Wysokość: 794 m n.p.m.
Jezioro Rukua zostało odkryte w roku 1880 przez Josepha Thomsona.